# 多尔多涅省政府大楼

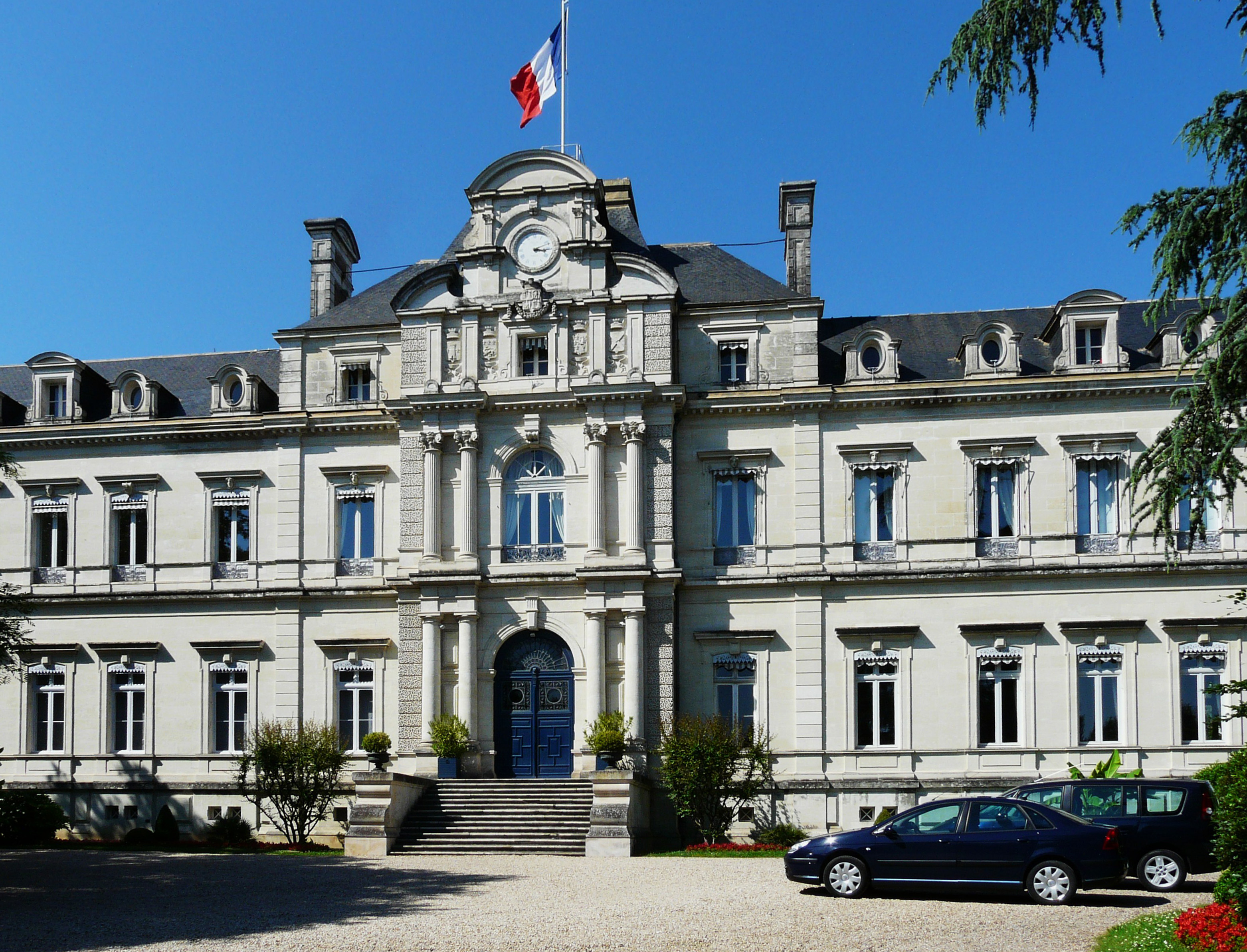

多尔多涅省政府大楼（Hôtel de préfecture de la Dordogne）位于法国新阿基坦大区多尔多涅省佩里格，主立面面对图尔尼街（Allées de Tourny）。

平面

## 历史

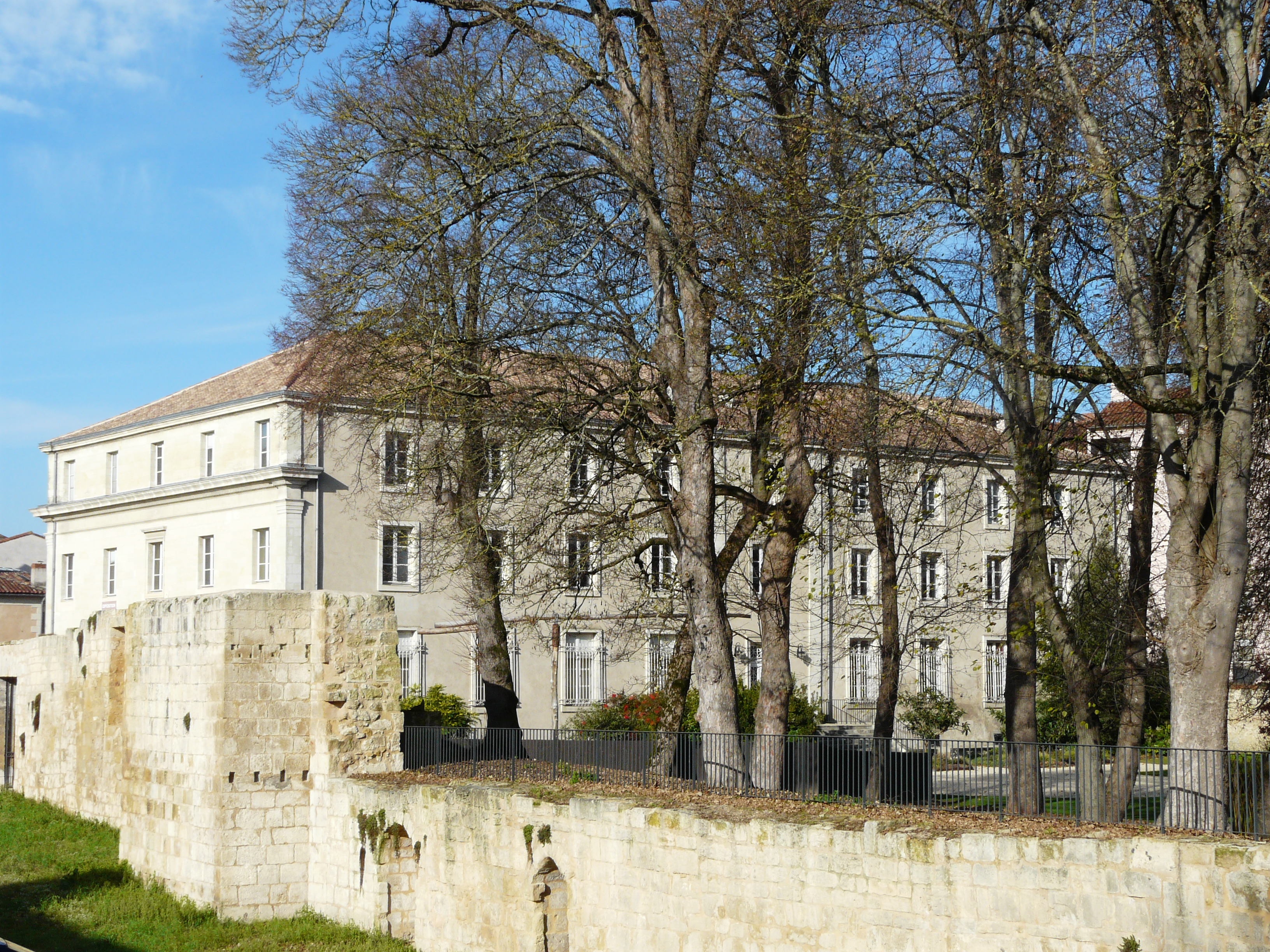

1800年，省政府占用了原主教宫和拉杜兹侯爵府。第一帝国结束直到1864年，设于中央学校，原耶稣会学院校舍（1996年成为弗朗索瓦密特朗文化中心）。
建筑师奥古斯特·路易斯·爱德华·布永（1805年至1864年）设计了新的省政府大楼 建于1857 - 1864年。
1975年10月29日，省政府大楼部分列为法国历史古迹。